# Perklorát-reduktáz
A perklorát-reduktáz az alábbi reakciókat katalizáló enzim:
{\displaystyle {\ce {ClO4- + 2 AH2 <=> ClO2- + 2 A + 2 H2O}}}
és
{\displaystyle {\ce {ClO3- + AH2 <=> ClO2- + A + H2O}}}
Így az enzim szubsztrátjai redukált elektronakceptor (AH2) és (per)klorát, termékei a klorit, egy oxidált elektronakceptor (A) és klorát esetén egy, perklorát esetén két vízmolekula. Hasonlóan működik a klorát-reduktázhoz, de attól eltérően képes perklorát redukciójára is, míg a klorát-reduktáz csak klorátot képes redukálni. A perklorát- és a klorát-reduktáz hasonlóak, de genetikailag eltérő kládot alkotnak.
2024 januárjáig a perklorát-reduktáz nem kapott EC-számot, de a klorát-reduktázhoz (EC 1.97.1.1) hasonlóan valószínűleg az EC 1.97.1.- oxidoreduktáz-alosztály tagja lesz. Egyes adatbázisok, például a BRENDA így jelenleg a perklorát- és a klorát-reduktázt együtt listázzák.

## Szerkezet
A perklorát-reduktázt általában 4 gén kombinációja kódolja, ezek sorrendje miatt a fehérjét nevezik pcrABCD-nek is.
A 4 gén által kódolt fehérje aktív alegységei a pcrA és a pcrB, melyek periplazmatikus dimert alkotnak a nitrát-reduktáz aktív részéhez hasonlóan. A pcrC feltehetően c-típusú citokróm, mely az AB komplexet a membránhoz csatlakoztatja, és lehetővé teszi az elektronszállítást. A pcrD funkciója ismeretlen, de a pcrABC rendszer összeállítására specifikus molibdéntartalmú chaperont kódolhat. Minden ismert működő perklorát-reduktáz genetikailag hasonló pcrABCD-változatot tartalmaz az Accobacter CAB törzs kivételével, ahol a hagyományos pcrC helyén nem kapcsolódó Campylobacterota-citokróm van.
A perklorát-reduktázt kódoló ismert élőlények mindegyike kódol a keletkező klorit redukálásával annak koncentrációemelkedését akadályozó klorit-dizmutázt is. A pcrABCD-t és a klorit-dizmutázt általában egymáshoz közeli gének kódolják. A Pcr a dimetil-szulfoxid-reduktáz-szupercsalád tagja. Az enzimben aktív helye a molibdénhez kötött molibdopterin-guanin-dinukleotid, ahol a molibdén az aszparaginsavhoz is kötődik. Itt a molibdén a következő reakciókon megy keresztül a perklorát redukciója során:
1. A molibdén(VI)-ot egy proton és egy elektron redukálja molibdén(V)-té, ekkor a molibdénhez csatlakozó oxocsoport hidroxilcsoporttá redukálódik.
2. Újabb proton és elektron hozzáadásával tovább redukálódik a molibdén(V) molibdén(IV)-gyé, és víz lép ki. Ekkor a fenilalanin kapu nyitott, így a perklorát be tud kerülni, így a molibdén megkötheti.
3. A perklorát kapcsolódik a molibdénhez, melynek oxidációs száma változatlan marad, a perklorát bekerülése után a fenilalanin kapu bezárul, a perklorát kloráttá redukálódik, ezzel együtt a molibdén(IV) molibdén(VI)-tá oxidálódik.
4. A molibdén(VI)-ot ismét molibdén(V)-té, majd molibdén(IV)-gyé redukálja két proton és két elektron, ez utóbbi alkalommal a fenilalanin kapu ismét kinyílik. Innen két lehetséges úton mehet tovább a ciklus:
  - Ha a klorát távozik, visszaáll a C állapotba a rendszer.
  - Ha a klorát nem távozik, a molibdén(IV) a kloráthoz kapcsolódik, és a fenilalanin kapu bezárul.
5. Ha a klorát nem távozik el, akkor visszafordíthatatlanul klorittá redukálódik, a molibdént molibdén(VI)-tá oxidálva. A klorit ezután távozik a rendszerből, az első lépés kezdeti állapota alakul ki ismét.[5]

## Fordítás
Ez a szócikk részben vagy egészben  a   Perchlorate reductase című angol Wikipédia-szócikk ezen változatának fordításán alapul.  Az eredeti cikk szerkesztőit annak laptörténete sorolja fel. Ez a jelzés csupán a megfogalmazás eredetét és a szerzői jogokat jelzi, nem szolgál a cikkben szereplő információk forrásmegjelöléseként.